# Chultun

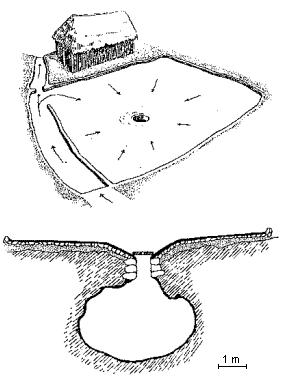
Schéma de fonctionnement d'un chultun et vue en coupe.

Un chultun (pluriel : chultuns, pluriel maya : chultunob' et pluriel espagnol : chultunes  ) est une citerne qui servait au stockage, souterraine en forme de bouteille construite par les Mayas.  
Le mot chultun viendrait probablement de la combinaison de deux mots mayas qui signifient eau de pluie et pierre (chulub et tun). Une autre possibilité étymologique, suggérée par l'archéologue Dennis E. Puleston, est que le terme vient du mot pour nettoyer ( tsul ) et pierre ( tun ).  
Les chultuns sont construits dans des endroits où il n’y a pas de cénotes, comme dans la région Puuc où la nappe phréatique se situe à 30 mètres de profondeur. Leurs entrées étaient entourées par des plates-formes plâtrées pour récolter un maximum d’eaux pendant la saison des pluies. Ils devaient servir comme réserve d’eau potable,,. Si le Yucatán n’avait pas eu ces ressources en eau souterraine, cette région serait restée inhospitalière et la civilisation maya n'aurait pas pu s'y développer aussi largement. Les conditions de vie et les ressources naturelles de la péninsule du Yucatán dépendaient des conditions environnementales.
Ces infrastructures de récolte d'eau de pluie pouvaient contenir jusqu'à 30 000 litres et chaque citerne répondait aux besoins de 25 personnes pendant une année. Des chultuns de grande capacité existaient à l'intérieur des grandes cités mayas suffisaient aux besoins de 2 000 à 6 000 personnes.
Ces cavités étaient aussi utilisées pour le stockage des denrées alimentaires périssables. Dahlin et Litzinger avancent que les chultuns auraient pu être utilisés pour la préparation de boissons fermentées telles que la bière de chicha à base de maïs puisque le microclimat interne du chultun semble particulièrement favorable pour le processus de fermentation. 
Quand un chultun n’était plus utilisable (fuite ou vieillissement naturel ?), il était transformé en dépotoir ou en tombe. Les chultunob’ constituent donc une double source d’informations sur la vie et la mort des anciens Mayas.
Les Mayas auraient utilisé des tortues aquatiques pour nettoyer un chultun de la vermine qui aurait pu s’y développer. À cet effet, ils auraient fait jeûner les tortues avant de les introduire dans le chultun.